# 150P/LONEOS
Комета LONEOS 3 (150P/LONEOS) — короткопериодическая комета из семейства Юпитера, которая была открыта 25 ноября 2000 года в рамках программы в рамках проекта по поиску околоземных объектов LONEOS  в виде звёздоподобного объекта 17,2 m и, первоначально, была принята за астероид, который получил временное обозначение 2000 WT168. Комета обладает довольно коротким периодом обращения вокруг Солнца — чуть менее 7,68 года.

Орбита кометы LONEOS 3 и её положение в Солнечной системе

Как выяснилось позднее, впервые комета стала фиксироваться на фотоснимках ещё с 27 сентября 2000 года, полученных в рамках программы LINEAR, тогда её яркость составляла всего 18,9 m. На снимках, полученных американским астрономом Карлом Хердженротером 13 февраля 2001 года, комета имела кому 9,7" угловых секунд в поперечнике и яркость 16,3 m звёздной величины. Также у кометы был виден небольшой хвост 8" угловых секунд. Кометная природа объекта была подтверждена 16 февраля чешскими астрономами Яной Тихи и Милошем Тихи в обсерватории Клеть, а также американскими астрономами M. Hicks и B. Buratti в Паломарской обсерватории. Первая орбита была рассчитана американским астрономом Gareth V. Williams (англ.) с использованием позиций, охватывающих период с 27 сентября по 20 декабря.

## Сближение с планетами
В XX и XXI веках комета дважды подходила к Юпитеру ближе, чем на 1 а. е. 
- 0,88 а. е. от Юпитера 8 февраля 1902 года;
- 0,86 а. е. от Юпитера 28 декабря 2079 года.